# Битва під Мяріцею
Битва під Мяріцею (ест. Määritsa lahing), або битва при Осулі (ест. Osula lahing), відбулася битва в селі Осула, на той час у Вирумському повіті, Естонія. Він розпочався в ніч на 31 березня 1946 р. За участю членів Лісових братів та радянських окупаційних військ .  Сім естонських бойовиків, що базувались на хуторі Гіндрік, взяли в облогу до 300 радянських солдатів. Бій тривав близько семи годин, перш ніж сільський будинок загорівся, і Ради зажадали повстанців здатися. Лише двом бійцям вдалося врятуватись живим із хутора, але згодом загинуло в бою з облогами.